# Христианство в Омане
Христианство в Омане — одна из религий, представленных в стране.
По данным исследовательского центра Pew Research Center в 2010 году в Омане проживало 180 тыс. христиан, которые составляли 6,5 % населения этой страны. Энциклопедия «Религии мира» Дж. Г. Мелтона оценивает долю христиан в 2010 году в 4,7 % (131 тыс. верующих).
Крупнейшим направлениям христианства в стране является католицизм. В 2000 году в Омане действовало 90 христианских церквей и мест богослужения, принадлежащих 26 различным христианским деноминациям.